# Imunoterapia sublingual
A imunoterapia sublingual (ITSL) é uma terapia de administração de doses elevadas de alergénios para o tratamento de asma e rinite alérgica. Constitui uma alternativa à administração subcutânea.